# Masca (film)
A nu se confunda cu Masca (film din 1985)
Masca (1994, denumire originală The Mask) este un film regizat de Chuck Russell cu Jim Carrey în rolul principal.

## Prezentare
Stanley Ipkiss (Jim Carrey), este un angajat timid al băncii din Edge City, dar totul se schimbă după ce găsește o mască antică care-l transformă într-un supererou.

## Distribuție
- Jim Carrey - Stanley Ipkiss / Masca
- Peter Greene - Dorian Tyrell / Dorian Loki Tyrell
- Cameron Diaz - Tina Carlyle
- Orestes Matacena - Niko
- Peter Riegert - Lt. Mitch Kellaway
- Richard Jeni - Charlie Schumaker
- Amy Yasbeck - Peggy Brandt
- Ben Stein -  Dr. Arthur Neuman
- Reginald E. Cathey - Freeze
- Denis Forest - Sweet Eddy
- Mark Denney - rolul său
- Royal Crown Revue - rolul lor
- Nancy Fish - Mrs. Peenman